# Wilder Mann
Wilder Mann är ett berg i Österrike, på gränsen till Tyskland.   Det ligger i distriktet Reutte och förbundslandet Tyrolen, i den västra delen av landet, 500 km väster om huvudstaden Wien. Toppen på Wilder Mann är 2 579 meter över havet, eller 69 meter över den omgivande terrängen. Bredden vid basen är 0,22 km.
Terrängen runt Wilder Mann är huvudsakligen bergig. Runt Wilder Mann är det ganska glesbefolkat, med 26 invånare per kvadratkilometer.. Närmaste större samhälle är Mittelberg, 10,3 km väster om Wilder Mann. 
Trakten runt Wilder Mann består i huvudsak av gräsmarker.